# Ирмаш
«ПО «Ирма́ш» — машиностроительное предприятие, крупный производитель дорожной и коммунальной техники, в том числе асфальтоукладчиков; во времена СССР — одно из основных предприятий, выпускавших роторные траншейные экскаваторы.

## История
История завода начинается в 1746 году, когда промышленник Афанасий Абрамович Гончаров подал в Берг-коллегию прошение о строительстве в Брянском уезде на реке Радице железоделательного завода. Разрешение было получено, и в 1752 году А. А. Гончаровым был построен Радицкий железный завод.
В 1838 году завод вместе с рабочими был куплен промышленником секунд-майором А. И. Мальцовым. Ко второй половине XIX-го века (первые упоминания о достижениях завода относятся к 1862 году) предприятие выпускало переносные мукомольные мельницы, молотильные станки, переносные конные приводы системы Пинета. К 1870 году завод был перепрофилирован и начал выпускать железнодорожные вагоны, паровозы и речные пароходы, став Радицким вагоностроительным заводом. После Октябрьской революции предприятие было национализировано (в 1918 году), в 1922 году оно было переименовано в вагоностроительный завод имени Урицкого.
Завод подвергся разрушению в годы Великой Отечественной войны. После войны было принято решение о строительстве на территории, которую занимал завод, нового предприятия, задачей которого было бы производство строительных машин и механизмов. Предприятие с новым названием «Строммашина» было создано согласно постановлению Совета Министров СССР № 1285 от 20 апреля 1951. В 1956 году завод приступил в выпуску оборудования для цементной промышленности и кирпичных заводов. Среди выпускавшейся продукции числились печи для обжига керамзита, оборудование для железобетонной промышленности, помольное оборудование, оборудование для химической промышленности.
В 1964 году завод «Строммашина» был снова перепрофилирован. Постановлением ВСНХ СССР № 28 на его базе был создан Брянский завод ирригационных машин. Вскоре предприятие стало одним из основных производителей роторных траншейных экскаваторов, бетонно-облицовочных машин для строительства каналов, оросительных систем и т. п.
В результате Перестройки и распада СССР заказы на основную продукцию предприятия упали, и оно претерпело новую реорганизацию. Завод стал закрытым акционерным обществом, был переименован в «Производственное объединение «Ирмаш» и сосредоточился на выпуске дорожной и коммунальной техники.
В мае 2016г. «Ирмаш» вошел в состав ООО «НПО «ГКМП» и в настоящее время является единственным российским предприятием по производству гусеничных и колесных асфальтоукладчиков, ведущим отечественным заводом выпускающим оборудование для ямочного ремонта струйно-инъекционным методом, комплексные дорожные машины с тремя комплектами сменного оборудования (оборудование для зимнего содержания дорог, оборудование для ямочного ремонта и поливомоечное оборудование) и полноприводные автогрейдеры класса 100.

## Продукция
Основной продукцией «ПО «Ирмаш» являются асфальтоукладчики, в производстве которых предприятие занимает важное место на российском рынке. Кроме того, завод выпускает автогрейдеры, катки, оборудование для ремонта дорог, комплексные дорожные машины со сменным оборудованием. Одновременно завод продолжает выпускать (в меньшем количестве) роторные и цепные траншейные экскаваторы.
Предшественник «ПО «Ирмаш», Брянский завод ирригационных машин, являлся одним из главных производителей роторных траншейных экскаваторов в СССР. Завод производил линейку траншейных экскаваторов для задач мелиорации и для нефтегазового строительства. В 1960-х годах предприятие выпускало двухроторные экскаваторы-каналокопатели ЭТР-122 для создания оросительных каналов, в 1960-е — 1970-е годы завод производил экскаваторы ЭТР-301 и ЭТР-301А для рытья оросительных каналов глубиной до 3 метров и шириной до 13,5 метров; эти модели были самыми крупными советскими шнекороторными экскаваторами. Производились также модели ЭТР-204 и ЭТР-223 на базе трактора Т-130.